# Hai, că sunt belea! (film)
Hai, că sunt belea!, cunoscut și ca Mă simt frumoasă (titlu original: I Feel Pretty) este un film american de comedie din 2018, regizat și scris de Abby Kohn și Marc Silverstein. Rolurile au fost interpretate de Amy Schumer, Michelle Williams, Emily Ratajkowski, Rory Scovel, Aidy Bryant, Busy Philipps, Tom Hopper, Naomi Campbell, și Lauren Hutton.